# Band FM Porto Alegre
Band FM Porto Alegre é uma emissora de rádio brasileira sediada em Porto Alegre no estado do Rio Grande do Sul. Opera na frequência 93,3 MHz, e é uma emissora própria da Band FM, sendo portanto, pertencente ao Grupo Bandeirantes de Comunicação.

## História
A Rádio Difusora Porto-Alegrense foi inaugurada em 27 de outubro de 1934 pelos frades capuchinhos, num movimento de expansão missionária do projeto de evangelização da Igreja católica proposto pelo Papa Pio XI na Encíclica Rerum ecclesiae. Os frades venderam-na para o Grupo Bandeirantes em 1980, daí nasceu a Rádio Bandeirantes Porto Alegre. 
Os primeiros estúdios da estação foram instalados na Casa Coates, que vendia refrigeradores e outros eletrodomésticos. A cerimônia de inauguração aconteceu num sábado à noite, no Bar Florida, e o primeiro locutor foi Cardoso Neto. As transmissões, inicialmente, aconteciam das 10h às 18h e das 19h em diante. 

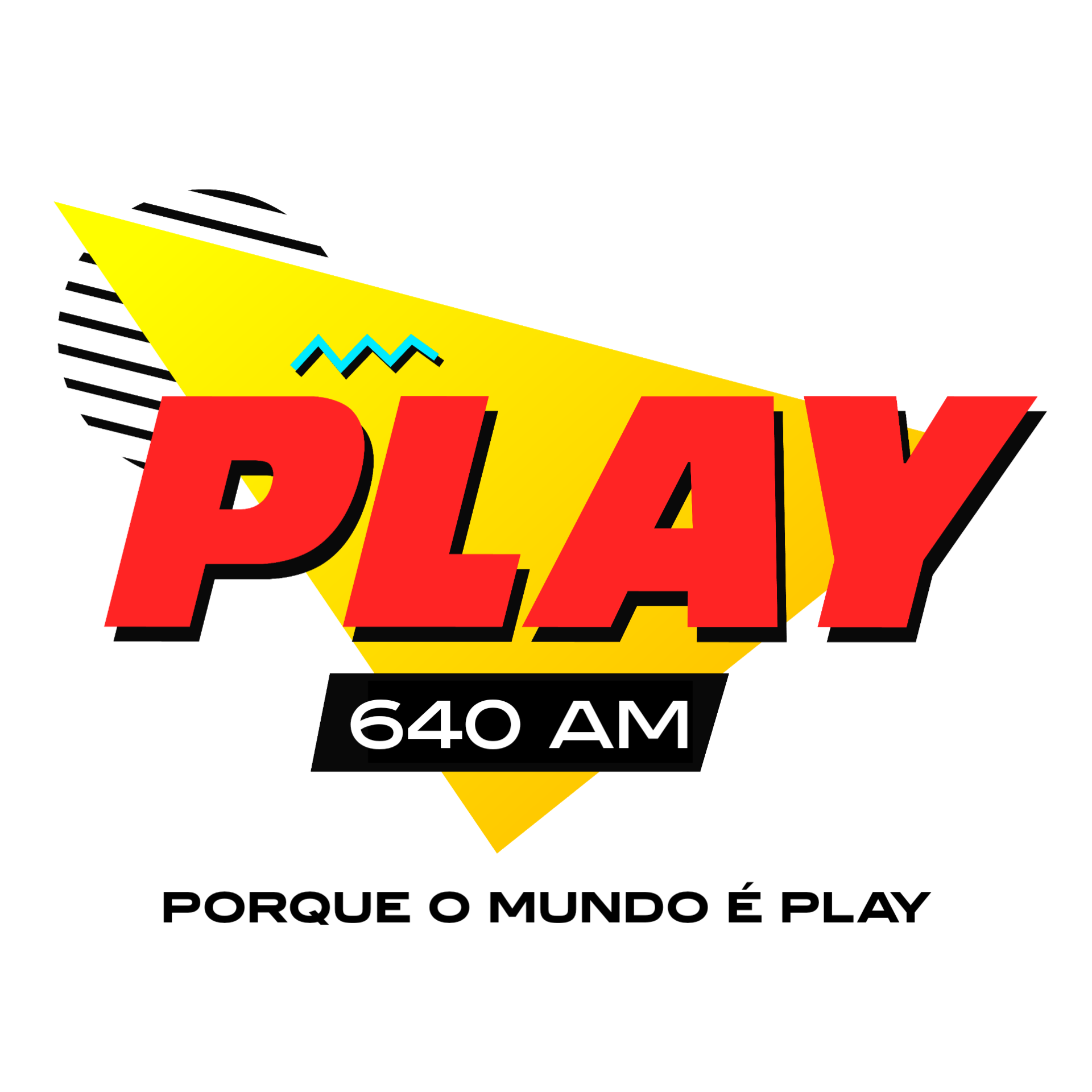
Logo da então Play FM

Em 2 de junho de 2021, a Play FM assumiu a frequência 640 AM, substituindo a filial gaúcha da Rádio Bandeirantes, na frequência.
No dia 29 de novembro de 2021, a concessão da frequência FM 91.5 de Glorinha que abrigou projetos do Grupo Dial de Comunicação, passou a ser comandada pelo Grupo Bandeirantes. Com isso, passou a retransmitir nesse dia a mesma programação da Play FM veiculada no AM 640.
Em 29 de julho de 2022, a emissora iniciou suas transmissões no FM estendido pela frequência de 84,9 MHz.
Em 2 de dezembro de 2022, a rádio passa a ser sintonizada em 93,3 MHz e no dia 14 de dezembro do mesmo ano, foi anunciado que a matriz da rede, a Play FM São Paulo, ia encerrar as atividades em 31 de dezembro, sendo substituida no dial pela rádio gospel Feliz FM no dia seguinte. Duas semanas depois, a emissora anunciou o fim definitivo do projeto. Para tanto, o Grupo Bandeirantes manterá uma geração musical no começo de 2023, auxiliando as emissoras, antes de encerrar definitivamente a marca.
Após um curto período de expectativa se identificando como "A Sua Rádio", a Band FM Porto Alegre estreou no dia 22 de julho de 2025. Assim, a rádio passou a ser emissora própria da Band FM.